# 名古屋西郵便局

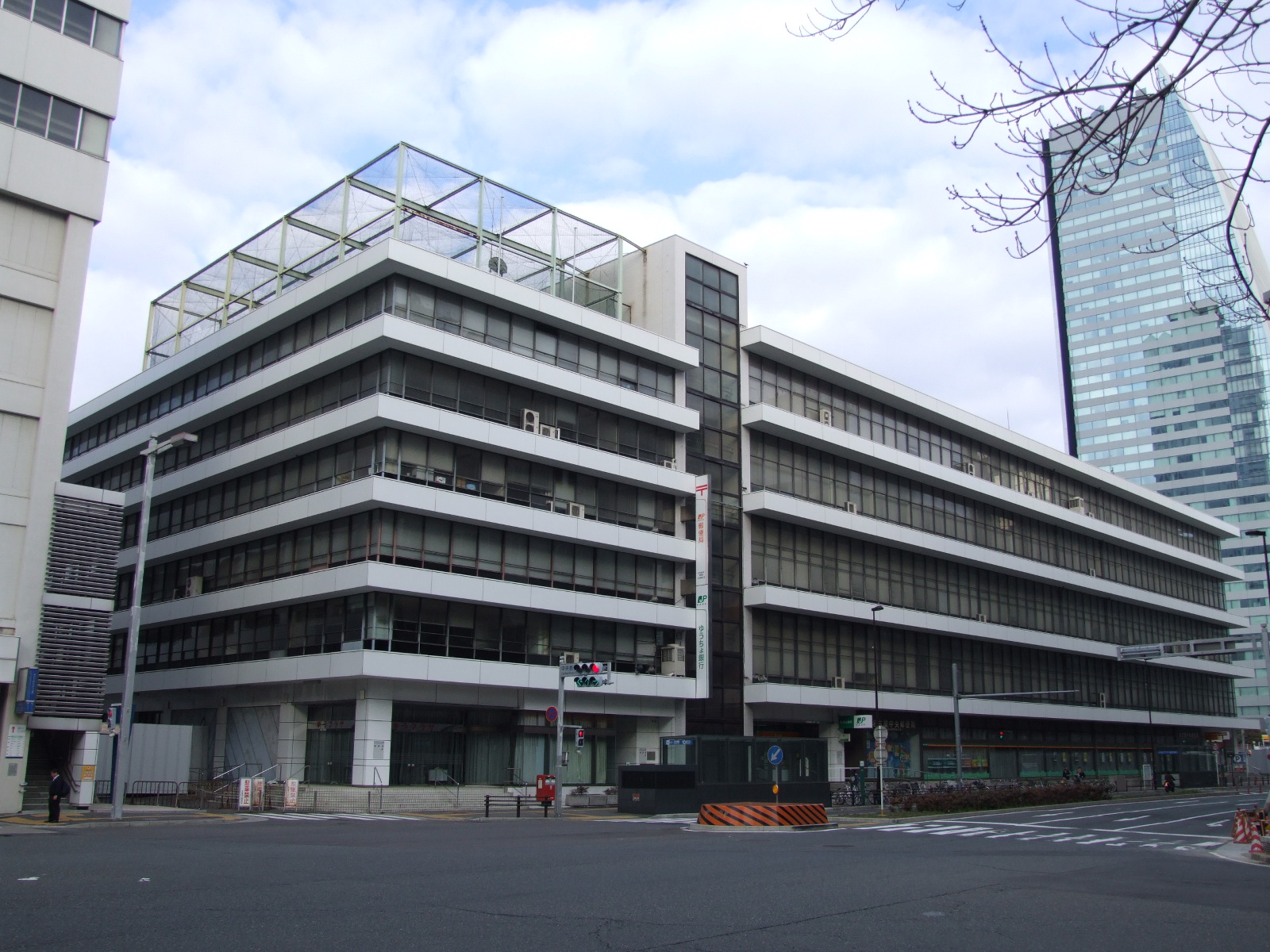
2000年（平成12年）まで当局、2012年（平成24年）10月5日まで名古屋駅前分室として使われていた旧局舎

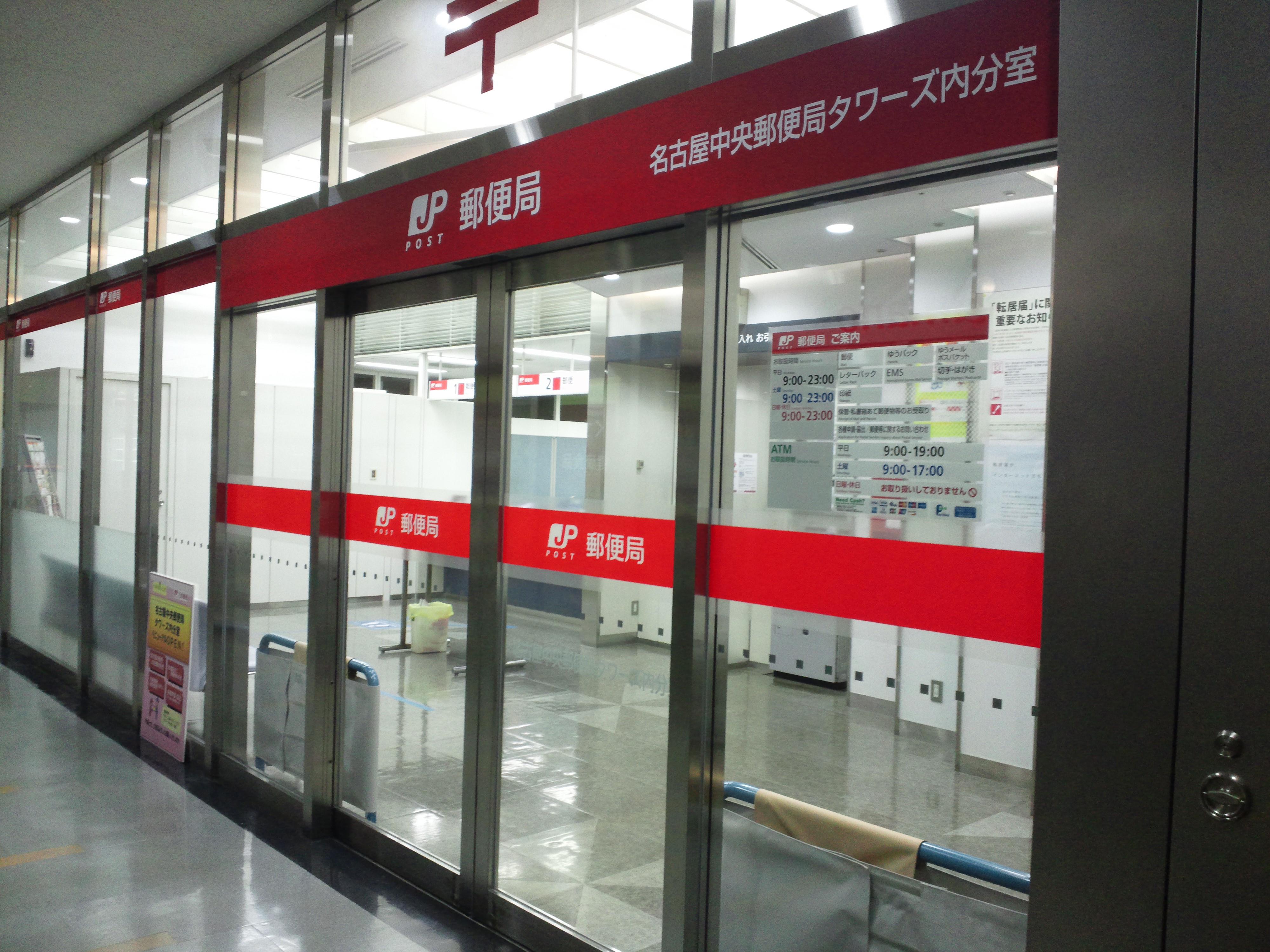
2012年（平成24年）10月9日に設置されたタワーズ内分室

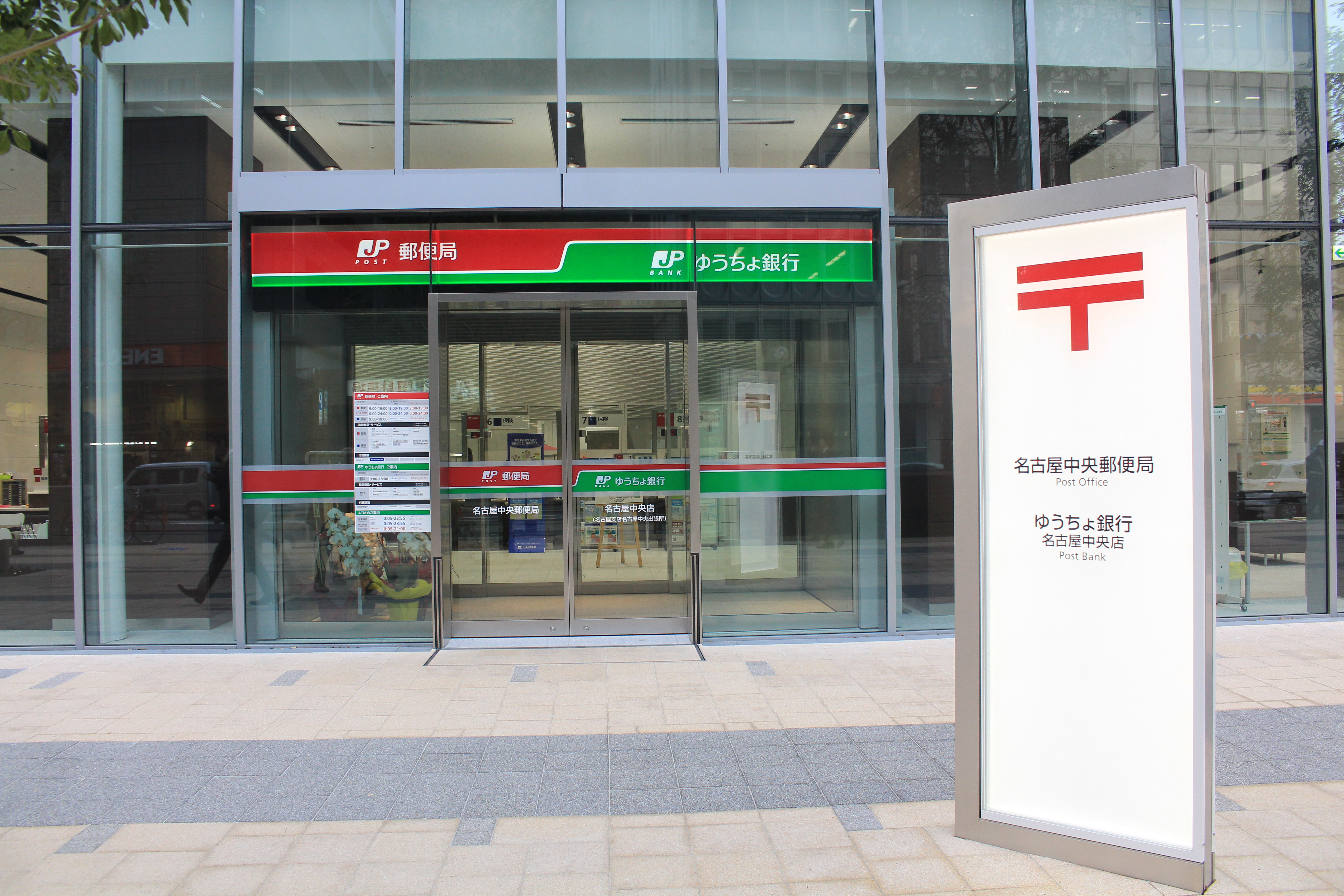
名古屋中央郵便局とゆうちょ銀行名古屋中央店（JPタワー名古屋1階、2015年（平成27年）12月）

名古屋西郵便局（なごやにしゆうびんきょく）は、愛知県名古屋市西区天神山町にある郵便局。民営化前の分類では集配普通郵便局であった。

## 概要
住所：〒450-8799 愛知県名古屋市西区天神山町4-5
2015年（平成27年）12月までは、名古屋中央郵便局を名乗っていたが、2000年（平成12年）以前の名古屋中央郵便局の跡地に設置された名古屋中央郵便局名古屋駅前分室が、「名古屋中央郵便局」に改称されたのに伴い、「名古屋西郵便局」に改称された。

### 分室
- JPタワー名古屋内分室（21125Gないし211257） - 名古屋中央郵便局移転に伴い、同局併設のゆうゆう窓口として2015年（平成27年）12月7日設置。郵便番号は、〒450-8992。

### 過去に存在した分室
- タワーズ内分室（21125Aないし211251） - 再開発事業にともない、ゆうゆう窓口（私書箱を含む）が名古屋駅前分室と別立地となったことに伴い、2012年（平成24年）10月9日、JRセントラルタワーズ15階に設置。2016年（平成28年）10月31日に廃止。
- 郵政局内分室（21125A） - 開設時は逓信局内分室。1996年（平成8年）に廃止。跡地は東海郵政局内郵便局（後の名古屋丸の内三郵便局）として使用された。局番号は、上述のように、2012年（平成24年）にタワーズ内分室によって再利用された。
- 名古屋駅内分室（21125B） - 1990年（平成2年）に廃止。代替として名古屋駅デイリー1郵便局（後のタワーズ内郵便局→名古屋柳橋郵便局）が設置された。
- 外堀分室 - 1945年（昭和20年）に廃止。
- 栄町分室 - 1972年（昭和47年）に廃止。代替として名古屋栄郵便局が設置された。
- 通信局内分室 - 1967年（昭和42年）に廃止。代替として名古屋米浜郵便局が設置された。
- 柳橋分室（21125Dないし211254） - 2012年（平成24年）10月9日廃止（名古屋駅前分室に統合）[1]。
- 第二豊田ビル内分室 (21125Eないし211255) - 2012年（平成24年）10月9日廃止（名古屋駅前分室に統合）[1]。
- 名古屋駅前分室（21125Fないし211256） - 2000年（平成12年）10月23日に移転した名古屋中央郵便局ビルに開設。2012年（平成24年）10月9日に中村区名駅四丁目の大同生命ビルへ移転。2015年（平成27年）12月7日に、分室が先に位置していた跡地に、名古屋中央郵便局として移転・昇格・改称。当分室の跡地は、タワーズ内郵便局から移転・改称した名古屋柳橋郵便局となっている。
- 貯金事務センター内分室（21125Cないし211253）  - 名古屋貯金事務センターに併設されていたが、同センター移転に伴い廃止された。

## 沿革
- 1942年（昭和17年） - 名古屋中央郵便局として開局。名古屋駅内分室および逓信局内分室を名古屋郵便局（現在の名古屋中郵便局）より移管[2]。
- 1945年（昭和20年）
  - 3月20日 - 栄区南外堀町六丁目にあった外堀分室を廃止[3]。
  - 10月 - 中区七間町一丁目（現在の丸の内三丁目）の名古屋逓信局庁舎が進駐軍に接収されたため、逓信局内分室が同区御幸本町一丁目に移転。
- 1949年（昭和24年）6月26日 - 郵電分離政策による逓信省解体、郵政省・電気通信省発足に伴い、逓信局内分室を（名古屋地方）郵政局内分室に改称[4]。
- 1950年（昭和25年）12月1日 - 北区福徳町の名古屋地方貯金局庁舎内に貯金局内分室を設置。
- 1952年（昭和27年）9月1日 - 中村郵便局から柳橋分室を移管。
- 1955年（昭和30年）11月1日 - 中村区笹島町一丁目（現在の名駅四丁目）に豊田ビル内分室を設置。
- 1956年（昭和31年）
  - 9月21日 - 豊田ビル内分室および貯金局内分室において、電話通話および和文電報受付事務の取扱を開始。
  - 11月5日 - 名古屋中郵便局から栄町分室、通信局内分室および集配業務を移管。同日より電話通話および和文電報受付事務の取扱を開始。
- 1958年（昭和33年）3月27日 - 名古屋地方郵政局庁舎が返還され、郵政局内分室も七間町一丁目に復帰するとともに、電話通話および和文電報受付事務の取扱を開始。
- 1959年（昭和34年）6月11日 - 名古屋地方貯金局局舎の中区南外堀町六丁目（現在の三の丸二丁目）への移転に伴い、貯金局内分室も同地に移転。
- 1966年（昭和41年）6月1日 - 郵政局内分室、名古屋駅内分室、貯金局内分室、通信局内分室、豊田ビル内分室および柳橋分室における簡易生命保険および郵便年金の窓口業務を廃止。
- 1967年（昭和42年）6月4日 - 日本電信電話公社東海電気通信局の中区小林町（現在の大須四丁目）移転に伴い通信局内分室を廃止。代替として名古屋米浜郵便局を設置。
- 1972年（昭和47年）7月30日 - 栄町分室を廃止。代替として名古屋栄郵便局を設置。
- 1973年（昭和48年）12月10日 - 豊田ビル内分室が中村区泥江町一丁目（現在の名駅四丁目）の第二豊田ビル西館に移転し、第二豊田ビル内分室に改称。
- 1978年（昭和53年）10月2日 - 柳橋分室を中村区広小路西通二丁目から同区広小路西通一丁目（現在の名駅南一丁目）に移転。
- 1984年（昭和59年）7月1日 - 地方貯金局の貯金事務センターへの改組に伴い、貯金局内分室を貯金事務センター内分室に改称。
- 1990年（平成2年）4月15日 - 名古屋駅建て替え工事に伴い名古屋駅内分室を廃止。代替として名古屋駅デイリー1郵便局を設置。
- 1991年（平成3年）10月1日 - 外国通貨の両替および旅行小切手の売買に関する業務取扱を開始。
- 1996年（平成8年）3月31日 - 郵政局内分室を廃止。代替として東海郵政局内郵便局を設置。
- 2000年（平成12年）10月23日 - 中村区名駅一丁目から西区天神山町に移転。旧局舎に名古屋駅前分室を設置。また、西区（郵便番号が〒452-08xxの地域）の集配業務を枇杷島郵便局から移管される。
- 2006年（平成18年）
  - 6月26日 - 国際郵便交換事務を中部国際郵便局に移管。
  - 10月1日 - 枇杷島郵便局より集配業務を移管[5]。
  - 11月11日 - イッツボナンザシティヨシヅヤ名古屋名西店内出張所（局外ATM）を設置。
- 2007年（平成19年）
  - 3月6日 - ミッドランドスクエア内出張所（局外ATM）を設置。
  - 10月1日 - 民営化に伴い、併設された郵便事業名古屋支店に集配業務などを移管。
- 2012年（平成24年）
  - 10月1日 - 日本郵便株式会社の発足に伴い、郵便事業名古屋支店を名古屋中央郵便局に統合。
  - 10月9日 - 旧局舎の再開発及び第二豊田ビルの解体に伴い、名古屋駅前分室、柳橋分室、第二豊田ビル内分室を中村区名駅四丁目の大同生命ビルに移転、統廃合（名古屋駅前分室の仮店舗への移転扱いで、他の2分室が廃止の扱い）。中村区名駅一丁目のJRセントラルタワーズにタワーズ内分室を設置。
- 2015年（平成27年）12月7日 - 名古屋中央郵便局名古屋駅前分室がJPタワー名古屋への移転により名古屋中央郵便局に昇格・改称するのに伴い、当局を名古屋西郵便局に改称（タワーズ内分室・名古屋貯金事務センター分室の所轄は当局のまま）[6]。新たに、JPタワー名古屋内に当局のJPタワー名古屋内分室が開設された。
- 2016年（平成28年）10月31日 - 名古屋西郵便局タワーズ内分室を廃止。
- 2025年（令和7年）4月2日 - 特殊切手発行時の『郵趣のための押印サービス』にて使用される名古屋中央郵便局名義の特印を押印する特設会場が名古屋柳橋郵便局から当局に移転（予定）[7]。

## 取扱内容
- 郵便、印紙、ゆうパック、内容証明
- 貯金、為替、振替、振込、国際送金、外貨両替・トラベラーズチェック、国債、投資信託 - 平日18時まで営業。
- 生命保険、バイク自賠責保険、自動車保険、変額年金保険、がん保険、引受条件緩和型医療保険 - 平日18時まで営業。
- 地方公共団体事務（名古屋市バス・電車利用券などの交付）
- ゆうちょ銀行ATM
- 「451-00xx」「452-08xx」区域（愛知県名古屋市西区の全域）、「452-00xx」「452-09xx」区域（清須市の全域）、「450-00xx」「450-60xx」「450-62xx」「450-63xx」「450-64xx」（名古屋市中村区の一部。「450-60xx」「450-6101（東海旅客鉄道専用）」はJRセントラルタワーズ、「450-62xx」はミッドランドスクエア、「450-63xx」はJPタワー名古屋、「450-64xx」は大名古屋ビルヂング）の集配業務
- ゆうゆう窓口
- 私書箱

## 風景印
図案は名古屋市役所・名古屋城・ユリ。局名表記は「名古屋西」
使用開始日は2015年（平成27年）12月7日。

## 周辺
- 名古屋市西区役所
- 西警察署
- 名古屋西税務署
- 愛知県立名古屋西高等学校
- 名古屋市立天神山中学校
- 押切公園

## アクセス
- 名古屋市営地下鉄鶴舞線 浄心駅・浅間町駅から徒歩で約14分。
- 名鉄名古屋本線 栄生駅・東枇杷島駅から徒歩で約20分。
- 名古屋市営バス「葭原町」停留所下車。
- 名古屋高速6号清須線 明道町出入口から北西へ約1km。
- 駐車場あり：16台